# More (アイドルグループ)
More（モア）は、かつて存在した日本の女性アイドルグループ。

## 概要
麻雀界と音楽界をつなぐ本格的アーティストグループとして、最高位戦日本プロ麻雀協会、日本プロ麻雀協会及びRMUの3団体の女流プロ雀士を中心に結成され、2015年12月12日にデビューした
。 東京・秋葉原に交流スペース「MoreStage」を持ち、メンバーと麻雀やその他のゲームで楽しむことができる（2016年8月に巣鴨へ移転）。
2020年12月15日に解散した。

## メンバー
所属団体別かつ五十音順に掲載。加入年に出典がつかない人物は初期メンバー。卒業年に出典がつかない人物は最終メンバー。
最高位戦日本プロ麻雀協会
- 綾つかさ（あや つかさ）-2017年03月25日[5]~2017年10月27日[6] ※2017年11月12日最高位戦日本プロ麻雀協会退会[7]
- 木崎ゆう（きざき ゆう）-2015年12月12日~2019年12月14日[8]
- 櫻木ゆき（さくらぎ ゆき）-2015年12月12日~2016年9月27日[9]
- 塚田美紀（つかだ みき）-2015年12月12日~2020年12月15日
- 樋口清香（ひぐち きよか）-2015年12月12日~2016年6月12日[10]
- 日向藍子（ひなた あいこ）-2016年3月1日[11]~2018年3月31日[12]
- 松田麻矢（まつだ まや）-2015年12月12日~2020年12月15日
- 与那城葵（よなしろ あおい）2017年10月23日[13]~2019年12月14日[8]

日本プロ麻雀協会
- あゆ -2017年03月25日[5]~2017年10月27日[6] ※2018年3月末日日本プロ麻雀協会退会[14]
- 上野あいみ（うえの あいみ）-2015年12月12日~2017年3月31日[15]
- 丘ありさ（おか ありさ）-2015年12月12日~2016年3月1日[11]
- 川又静香（かわまた しずか）-2015年12月12日~2020年12月15日
- たじまなみ -2015年12月12日~2018年5月31日[16]
- 都美（とみ）-2015年12月12日~2020年12月15日
- 日當ひな（ひなた ひな）-2016年5月3日[17]~2020年12月15日
- 松嶋桃（まつしま もも）-2015年12月12日~2017年3月31日[15]
- 水口美香（みずぐち みか）-2015年12月12日~2020年12月15日
- 水谷葵（みずたに あおい）-2015年12月12日~2019年12月14日[8]
- 水瀬千尋（みなせ ちひろ）-2015年12月12日~2020年12月15日
- 水瀬夏海（みなせ なつみ）-2015年12月12日~2020年12月15日

RMU
- 白田みお（しろた みお）-2015年12月12日~2018年3月31日[12]

## 作品
1stシングル「Just One Girl」-2015年12月15日発売
1. Just One Girl
  - 作詞・作曲・編曲：KOUTAPAI
2. しるし
  - 作詞・作曲・編曲：村雲順樹
3. Just One Girl（Instrumental Ver.）
4. しるし（Instrumental Ver.）

2ndシングル「恋なんていらない」-2016年8月11日発売
1. 恋なんていらない
  - 作詞・作曲・編曲：丸谷マナブ
2. 聞かせてよ
  - 作詞・作曲：村雲順樹
  - 編曲：丸谷マナブ
3. Summer days
  - 作詞・作曲：寺田泰明
  - 編曲：丸谷マナブ

3rdシングル「Rolling Days」-2018年4月15日発売
1. Rolling Days
  - 作詞・作曲：村雲順樹
2. 予感
  - 作詞・作曲：村雲順樹

### 派生ユニット「Over」
1stシングル「夢のカケラ」
1. 夢のカケラ
  - 作詞・作曲：村雲順樹
2. Party Girl
  - 作詞・作曲：村雲順樹

## 出演
More名義での出演に限る。
- 日刊スポーツ杯More EX（エクストリーム）麻雀バトル（2016年3月16日-不定期放送、ニコニコ生放送/AbemaTV FRESH!）
- 和音コンサート「箏と友にvol.12」（2016年4月23日、武蔵野公会堂）[18]
- 矢口真里の火曜TheNIGHT（2016年5月17日、AbemaTV）-塚田美紀、松嶋桃、水口美香[19]